# Гурреа-де-Гальєго
Гурреа-де-Гальєго (ісп. Gurrea de Gállego) — муніципалітет в Іспанії, у складі автономної спільноти Арагон, у провінції Уеска. Населення — 1706 осіб (2009).
Муніципалітет розташований на відстані близько 300 км на північний схід від Мадрида, 32 км на південний захід від Уески.
На території муніципалітету розташовані такі населені пункти: (дані про населення за 2009 рік)
- Гурреа-де-Гальєго: 1081 особа
- Ла-Пауль: 165 осіб
- Ель-Темпле: 418 осіб

## Демографія
Динаміка населення (INE ):